# 陈奉 (明朝宦官)
陈奉（？年—？年），明湖广承天（今湖北钟祥）人。

## 生平
早年為御马监奉御太监，万历二十七年（1599年）前往湖广一带征收矿税，为皇帝敛财。《明史》稱其“剽劫行旅，恣行威虐”。馮應京彈劾陈奉十大罪，陈奉反诬冯应京阻挠皇命，萬曆二十九年九月二十三日馮應京被押至北京，入鎮撫司獄。万历二十八年十二月，南京吏部主事吴中明揭露陈奉“威吓诈骗官民，犯上违制自称千岁”等罪行。皇帝置之不理。陈奉回京時，有“金宝财物巨万”，“舟车相卫，数里不绝”。

## 延伸阅读
[在维基数据编辑]
 《明史卷三百〇五》，出自《明史》